# Gesims

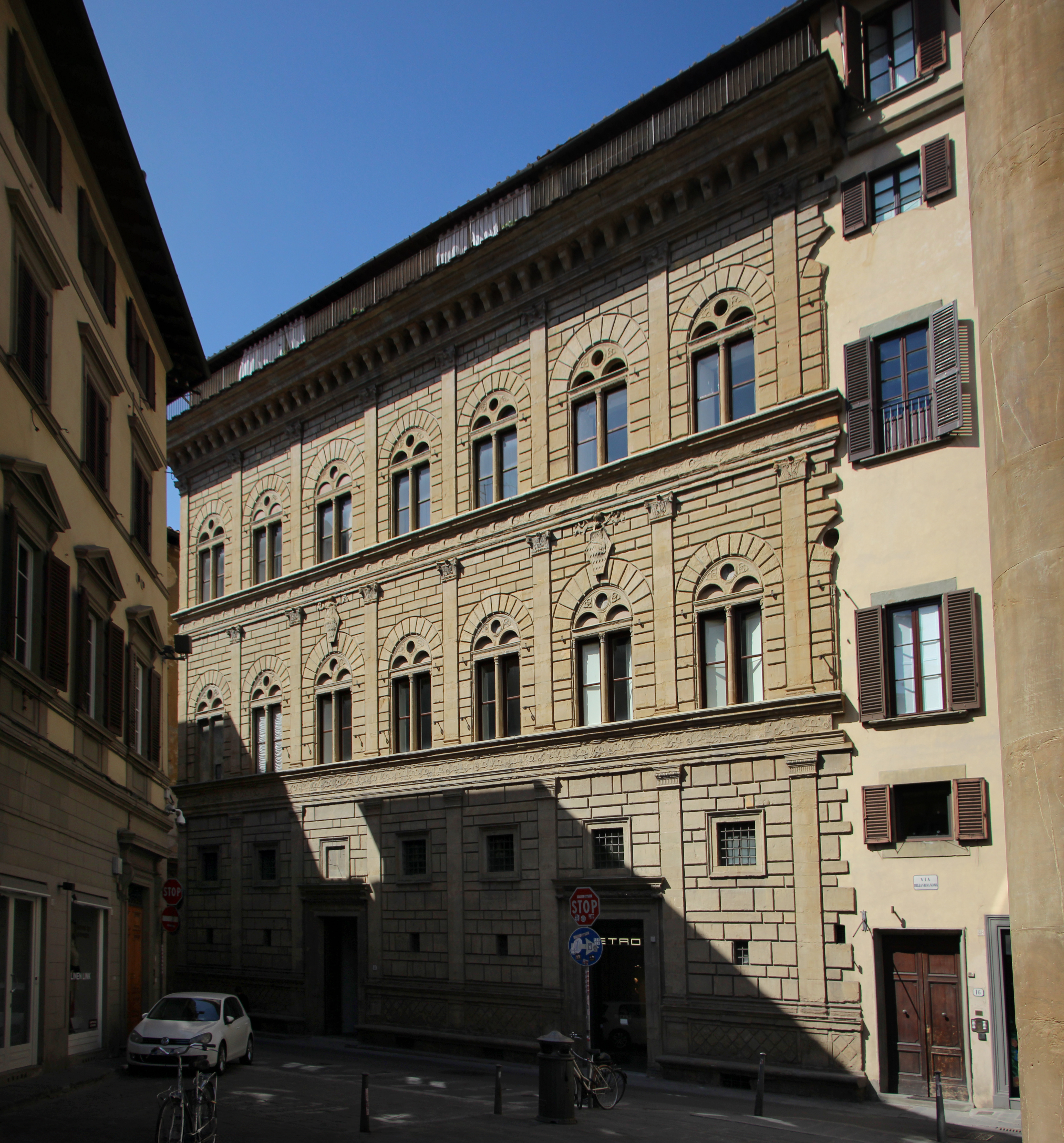
Fassade des Palazzo Rucellai, Gliederung durch Gesimse und Pilaster

Das Gesims (auch Sims) ist im Bauwesen ein meist horizontales Bauglied, das aus einer Außenwand hervorragt und zusammen mit senkrechten Architekturelementen (Lisenen, Pilastern, Säulen usw.) der Gliederung von Fassaden dient.

## Funktion
Das Gesims ist ein altes und wichtiges Gestaltungsmittel der Architektur. Als Ursprung wird das Geison der griechischen Architektur der Antike angesehen. In folgenden Epochen der Architekturgeschichte waren die Bedeutung und die Ausführung von Gesimsen stilistischen Wechseln unterworfen, sie werden insofern auch mit Friesen verglichen. In der Modernen Architektur seit dem Beginn des 20. Jahrhunderts verloren Gesimse ihre dekorative und gestalterische Bedeutung.
Neben der gestalterischen Funktion hatten Gesimse bei historischen Bauwerken auch eine konstruktive Funktion, als Schutz der unterhalb befindlichen Wand vor Witterungseinflüssen. In diesem Zusammenhang ist ein Gesimsstein ein Formziegel, der in Gesimsen eingearbeitet wurde, beispielsweise als ein Nasenstein mit angearbeiteter Nasenform als Tropfkante.

## Begriffe
Kurze dekorative Gesimsabschnitte als Bekrönung über Türen und Fenstern werden als Verdachung bezeichnet. Der kurze Gesimsabschnitt unter einem Fenster ist eine Sohlbank.
Gesimse werden nach der Lage an einem Bauwerk begrifflich unterschieden:
| Bezeichnung                                                                    | Beschreibung | Abbildung |
| ------------------------------------------------------------------------------ | --- | --------- |
| Giebelgesims, Giebelfußgesims                                                  | Das Giebel(ge)sims ist ein Gesims, das den schräg ansteigenden Schenkel eines Giebels begleitet. Im Zusammenhang mit der antiken Architektur wird auch der Begriff Schräggeison verwendet. Giebelfußgesims bezeichnet ein waagerechtes unteres Gesims am Giebelfuß. |           |
| Dachgesims, auch Hauptgesims, Traufgesims, Kraggesims oder Kranzgesims         | Das oberste, das Bauwerk abschließende Gesims. Es ist oft weit auskragend und mit schmückenden Elementen, wie Kyma oder Rund- und Birnstab, versehen. Ausladende Gesimse wurden häufig durch konsolenartige Kragsteine gestützt. Das Kranzgesims wird gelegentlich durch angedeutete Balkenköpfe bzw. einen Zahnschnitt oder einen Konsolenfries ergänzt. Der Begriff Kranzgesims kann sich auch unmittelbar auf das antike Geison als den obersten Teil eines Gebälks beziehen. |           |
| Gurtgesims, auch Stockwerkgesims, Geschossgesims oder Kordongesims             | Ein Gesims an Fassaden, das zwischen den Geschossen liegt. Es kann sich insofern auf der Höhe der inneren Holzbalkendecke befinden und deren Auflager verkleiden. |           |
| Fenstergesims, auch Brüstungsgesims oder Fensterbankgesims oder Sohlbankgesims | Dieses Gesims verläuft auf der Höhe der Brüstung einer Reihe von Fenstern. |           |
| Kaffgesims, auch Kappgesims, Wasserschlag                                      | Ein Kaffgesims (Kaffsims) ist das Gesims an einem Absatz, der Kaffung, besonders an gotischen Strebepfeilern. Es wurde aber auch als Stock- oder Sohlbankgesims eingesetzt, das die Mauer horizontal gliedert (→ Gurtgesims) und über den Strebepfeilern verkröpft ist. Ein Kaffgesims wird aus einer vorkragenden abgeschrägten Deckenplatte und einer profilierten Unterseite mit Wassernase und Hohlkehle gebildet. Es dient auch der Wasserabweisung.                        |           |
| Sockelgesims                                                                   | Das Sockelgesims bildet den oberen Abschluss eines Sockels. |           |
| Kastengesims, auch Gesimskasten, Dachkasten                                    | Ein Kastengesims ist eine kastenförmige Konstruktion (oft aus Holz), die unterhalb und entlang der Dachtraufe verläuft, und den Dachüberstand gestaltet. |           |

## Verkröpftes Gesims
Eine Verkröpfung (insbesondere in älteren Quellen auch Kröpfung) ist in der Architektur das Herumführen eines horizontalen Gesimses oder Wulstes um einen vertikalen Wandvorsprung (Säule, Pfeiler oder Pilaster) oder um einen Fensterbogen etc. Dabei entsteht manchmal eine vorspringende Kante, die auch als Kropfkante bezeichnet wird.

## Putzband
Ein Putzband entsteht, wenn das horizontale Bauglied schlicht und unprofiliert, das heißt flach und mit rechteckigem Querschnitt, aufgeputzt wird. Es kann auf der Fassade genauso angeordnet sein wie die oben beschriebenen Gesimse.